# Neal Maupay
Neal Maupay, född 14 augusti 1996 i Versailles, är en fransk fotbollsspelare (anfallare) som spelar för Marseille, på lån från Everton.

## Karriär
Den 14 juli 2017 värvades Maupay av Brentford, där han skrev på ett fyraårskontrakt.
Den 5 augusti 2019 värvades Maupay av Brighton & Hove Albion, där han skrev på ett fyraårskontrakt. Maupay gjorde ett mål i sin Premier League-debut mot Watford (3–0-vinst) den 10 augusti 2019.
Den 26 augusti 2022 värvades Maupay av Everton, där han skrev på ett treårskontrakt med en option på ett ytterligare år. Den 1 september 2023 återvände Maupay till Brentford på ett säsongslån. Den 30 augusti 2024 lånades han ut till Marseille på ett säsongslån.